# رافائل دیاها
رافائل دیاها (زاده ۲۷ مه ۱۹۹۵) یک بازیکن فوتبال اهل فرانسه است که در موناکو توپ میزند.